# 張鶴鳴 (萬曆庚辰進士)
張鶴鳴（1546年—？），字汝誠，號孚宇，直隸徐州人，民籍，明朝政治人物。

## 生平
隆慶四年（1570年）庚午科應天府鄉試第二十七名，萬曆八年（1580年）庚辰科會試第一百十二名，登三甲第一百六十五名進士。都察院觀政，本年授浙江山阴县知县，十四年行取，丁憂归乡。十七年十月考选，授江西道試御史，十八年巡按直隶，十九年巡视山海关，二十年巡按贵州，不久去世。

## 家族
曾祖張宣；祖父張玉；父張騰，曾任散官。母黃氏。慈侍下。兄鶴羽（省祭官）、弟鶴年、鶴翔、鶴隨、鶴䓺、鶴皋。